# Manuel Ángel Aguilar Belda
Manuel Ángel Aguilar Belda est un homme politique espagnol membre du Parti socialiste ouvrier espagnol (PSOE), né le 16 mai 1949 à Bienservida et mort le 3 novembre 2015 à Madrid.
Il est parlementaire aux Cortes Generales entre 1983 et 2000. Il siège tout d'abord au Congrès des députés à partir de 1983, puis est élu au Sénat en 1986. Il est notamment premier secrétaire de la chambre haute de 1989 à 1996, avant de devenir deuxième vice-président jusqu'en 2000.
Il fait alors un bref retour au Congrès, puisqu'en juin 2000 le nouveau défenseur du peuple Enrique Múgica fait de lui l'un de ses adjoints. Reconduit en 2005, il quitte ses fonctions en 2012.

## Biographie

### Jeunesse et formation
Manuel Ángel Aguilar Belda naît le 16 mai 1949 à Bienservida, dans la province d'Albacete.
Il étudie la psychologie et la pédagogie à l'université de Valence. Il passe ensuite avec succès les concours du corps technique supérieur du ministère du Travail et de la Sécurité sociale, et devient ainsi fonctionnaire.

### Parlementaire
En 1983, Manuel Aguilar est nommé conseiller à la Santé et au Bien-être social du gouvernement pré-autonome de Castille-La Manche. Il est élu le 8 mai conseiller municipal d'Albacete, puis il entre au Congrès des députés en remplacement de José Bono le 14 juin,. Parallèlement, il est désigné secrétaire général provincial du Parti socialiste ouvrier espagnol (PSOE).
Lors des élections générales anticipées du 22 juin 1986, il est élu au Sénat dans la circonscription d'Albacete, puis il abandonne ses responsabilités au sein du PSOE de la province. À la suite des élections générales anticipées du 29 octobre 1989, il est désigné le 21 novembre par ses pairs, premier secrétaire du bureau du Sénat. Il est réélu dans ces fonctions à l'ouverture de la Ve législature, le 20 juin 1993.
Obtenant un troisième mandat au cours des élections générales anticipées du 3 mars 1996, il devient second vice-président de la chambre haute des Cortes Generales le 27 mars, alors que la présidence passe à Juan Ignacio Barrero, issu du Parti populaire (PP). Il reprend parallèlement le secrétariat général du PSOE d'Albacete.
Pour les élections générales du 9 mars 2000, il renonce à exercer un quatrième mandat au Sénat et se présente de nouveau au Congrès. Il se trouve notamment opposé à la ministre de la Justice du gouvernement sortant, Margarita Mariscal de Gante, tête de liste du PP.

### Fin de vie politique
Alors qu'il vient d'être réélu, le nouveau défenseur du peuple Enrique Múgica propose de nommer Manuel Aguilar au poste de second adjoint. Il est chargé des requêtes, saisines et autosaisines dans les domaines de la santé, du travail, de la politique sociale, de l'éducation, de la culture, de l'environnement, du logement, de l'urbanisme, de la fonction publique et de l'emploi public « du fait de sa grande expérience dans les domaines de nature sociale » selon Múgica. Il démissionne en conséquence du Congrès et met un terme à sa vie politique.
Après que Múgica a été confirmé pour un second mandat, il confirme ses deux adjoints ainsi que la répartition de leurs tâches. Lorsque le défenseur du peuple quitte ses fonctions en 2010, la première adjointe María Luisa Cava de Llano (es) le remplace par intérim. Aguilar prend de facto sa succession au poste de premier adjoint, et la conserve jusqu'à l'élection de Soledad Becerril comme successeure de Múgica.
Il retourne alors dans la fonction publique, et intègre les services du Tribunal des comptes, où il est sous-directeur technique du deuxième département de la section du Contrôle.

### Vie privée
Manuel Aguilar meurt le 3 novembre 2015 à Madrid, à 66 ans. La défenseure du peuple Soledad Becerril rend hommage à son engagement en relevant que « ses inquiétudes sociales et culturelles l'ont mené à l'activisme politique, et en l'espèce à un long engagement au sein du Parti socialiste qu'il n'a jamais abjuré, même s'il a dû y renoncer par obligation légale en intégrant le bureau du défenseur du peuple ».
Il est marié et père de deux fils.